# Dunja Movar
Dunja Movar (* 26. Dezember 1939 als Karin Mehl in Leipzig; † 30. März 1963 in Göttingen) war eine deutsche Schauspielerin.

## Leben
Dunja Movar war die Tochter eines Studienrats. Sie verbrachte einige Jahre in Stuttgart, bevor sie in München die Schauspielschule Zerboni besuchte (Abschlussprüfung 1960).
Seit 1961 war Dunja Movar Teil des Ensembles des Deutschen Theaters Göttingen unter Heinz Hilpert.
Sie verstarb an den Folgen eines Selbstmordversuchs.

## Filmografie (komplett)

### Film
- 1959: Der Engel, der seine Harfe versetzte (Regie: Kurt Hoffmann) als Lissy Haverkamp
- 1960: Lampenfieber (Regie: Kurt Hoffmann) als Gitta Crusius

### Fernsehen
- 1957: Ein Spiel von Tod und Liebe (Stück von Romain Rolland, Regie: Werner Völger) als Chloris Soucy
- 1957: Die Schöne und das Biest (Stück von Nicholas Stuart Gray, Produktion der Augsburger Puppenkiste unter Walter Oehmichen, Regie: Elisabeth Kern) als Sprecherin
- 1959: O Wildnis (nach dem Stück O Wildnis! von Eugene O’Neill, Regie: Harald Braun) als Muriel McComber
- 1961: Hamlet, Prinz von Dänemark (Stück von William Shakespeare, Regie: Franz Peter Wirth) als Ophelia
- 1961: Die kleinen Füchse (Stück von Lillian Hellman, Regie: Peter Beauvais) als Alexandra Giddens
- 1963: Hanneles Himmelfahrt (Stück von Gerhart Hauptmann, Regie: Heinz Hilpert) als Hannele

## Hörspiele (komplett)
- 1960: Jugend (Stück von Max Halbe, BR-Reihe Seinerzeit ausverkauft, Hörspielbearbeitung: Hartmann Goertz, Regie: Heinz-Günter Stamm) als Annchen
- 1960: Die spanische Fliege (Stück von Arnold und Bach, BR-Reihe Seinerzeit ausverkauft, Hörspielbearbeitung: Hartmann Goertz, Regie: Heinz-Günter Stamm) als Paula
- 1960: Geronimo und die Räuber (Hörspiel von Josef Martin Bauer, Regie: Heinz-Günter Stamm) als Fiorina
- 1960: Die Schmetterlingsschlacht (Stück von Hermann Sudermann, BR-Reihe Seinerzeit ausverkauft, Hörspielbearbeitung: Hartmann Goertz, Regie: Heinz-Günter Stamm) als Roschen
- 1960: Peter Voss auf großer Fahrt (Kriminalhörspielreihe Peter Voss, der Millionendieb nach Ewald Seeliger, 7. Teil, Redaktion: Hartmann Goertz, Regie: Heinz-Günter Stamm) als Li
- 1960: Das Käthchen von Heilbronn oder Die Feuerprobe (Stück von Heinrich von Kleist, Hörspielbearbeitung: Hermann Dollinger, Regie: Heinz-Günter Stamm) als Käthchen
- 1961: Die Passagiere (Hörspiel von Heinz Coubier, Regie: Heinz-Günter Stamm) als Elena
- 1962: Lily Dafon – Eine Pariser Komödie (Stück von William Saroyan, Hörspielbearbeitung: Alix du Frênes, Regie: Heinz-Günter Stamm) als Lily Dafon

## Auszeichnungen
- 1959: Bundes-Jugendfilmpreis (Darstellung in Der Engel, der seine Harfe versetzte)[1][6]